# Ommata cosmipes
Ommata cosmipes är en skalbaggsart som beskrevs av Peñaherrera och Tavakilian 2003. Ommata cosmipes ingår i släktet Ommata och familjen långhorningar. Inga underarter finns listade i Catalogue of Life.